# Лакруа-Риз, Анни
Анни Лакруа-Риз (фр. Annie Lacroix-Riz, урождённая Риз, замужем Лакруа; род. 1947 года) — французский историк.
Заслуженный профессор современной истории в Университете Париж Дидро (01.09.2010).
Степень доктора гуманитарных наук (фр. docteur ès lettres, Университет Париж I, 1981).
В 1985—1997 годах профессор современной истории в университете Тулузы II-Le Mirail.
С октября 1997 года профессор современной истории в Университете Париж Дидро.
За свои исследования в области украинского голодомора подвергалась преследованиям со стороны украинских националистов.
Член Полюса коммунистического возрождения Франции.

## Взгляды
- «Историк Лакруа-Риз упрекает западные страны в том, что они отказались заключить союз против Гитлера, который предлагала им Москва. Она считает, что именно поэтому предотвратить войну не удалось, поэтому в 1939 г. был заключен пакт о ненападении между СССР и Германией»[7].